# Franz von Pitha

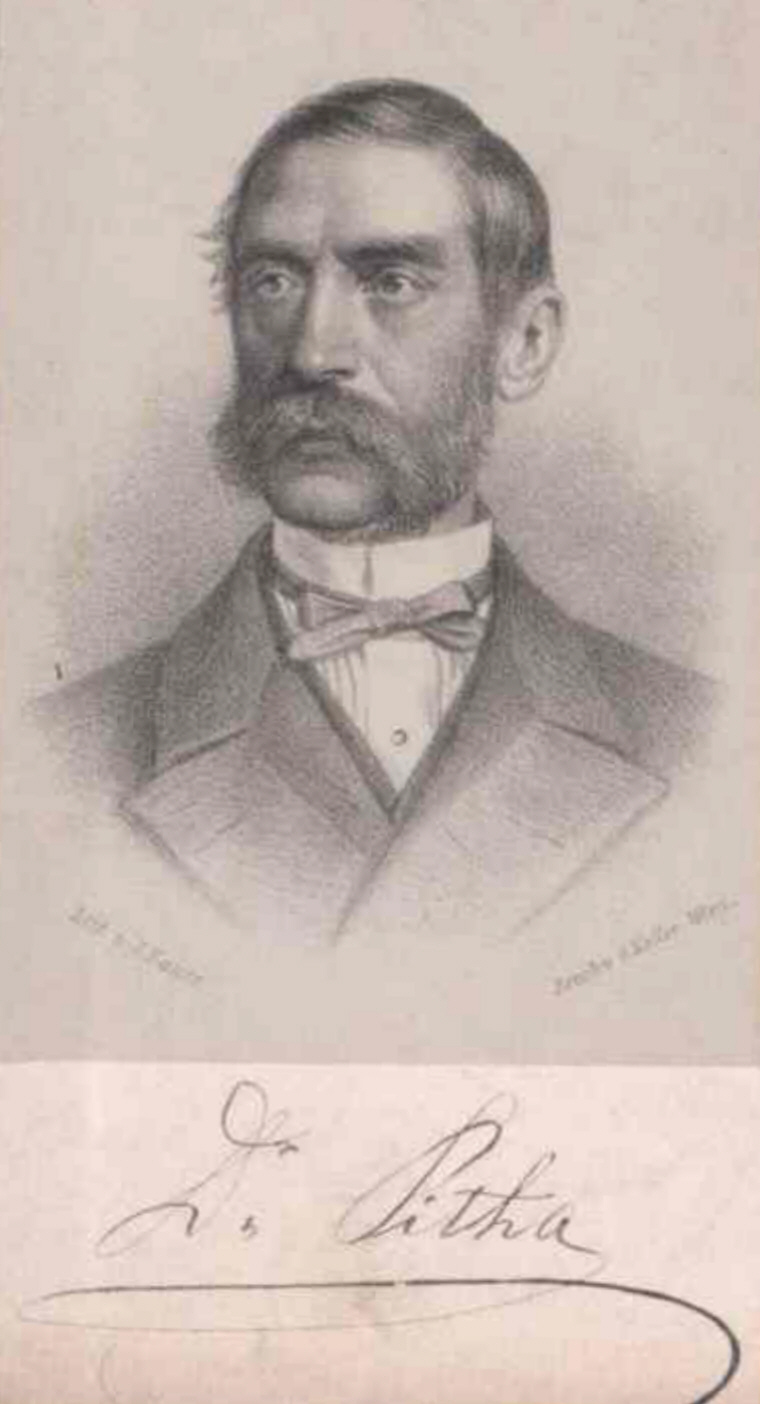
Franz von Pitha.

Franz von Pitha, även František Piťha, född 8 februari 1810 i Rakom, nära Klatovy i Böhmen, död 29 december 1875 i Wien, var en österrikisk kirurg.
Pitha blev 1843 professor i kirurgi i Prag och 1857 i Wien. Han uppsatte 1844 "Prager Vierteljahrsschrift für praktische Heilkunde" och redigerade tillsammans med Theodor Billroth samlingsverket "Handbuch der allgemeinen und speciellen Chirurgie" (1865 ff.).